# والپولامولا
والپولامولا (به لاتین: Walpolamulla) یک منطقهٔ مسکونی در سری‌لانکا است که در استان مرکزی (سری‌لانکا) واقع شده‌است.